# Sorkhānjūb-e Soflá
Sorkhānjūb-e Soflá (persiska: سُرخانجوبِ سُفلَى, سَرخُنجو) är en ort i Iran.   Den ligger i provinsen Lorestan, i den nordvästra delen av landet, 400 km sydväst om huvudstaden Teheran. Sorkhānjūb-e Soflá ligger 1 876 meter över havet och antalet invånare är 214.
Terrängen runt Sorkhānjūb-e Soflá är varierad.Runt Sorkhānjūb-e Soflá är det ganska tätbefolkat, med 56 invånare per kvadratkilometer. Närmaste större samhälle är Nūrābād, 10,9 km väster om Sorkhānjūb-e Soflá. Trakten runt Sorkhānjūb-e Soflá består till största delen av jordbruksmark.